# (2377) Shcheglov
(2377) Shcheglov (1978 QT1; 1961 CM; 1973 QJ; 1984 YZ4) ist ein ungefähr zehn Kilometer großer Asteroid des äußeren Hauptgürtels, der am 31. August 1978 vom russischen (damals: Sowjetunion) Astronomen Nikolai Stepanowitsch Tschernych am Krim-Observatorium (Zweigstelle Nautschnyj) auf der Halbinsel Krim (IAU-Code 095) entdeckt wurde. Er gehört zur Koronis-Familie, einer Gruppe von Asteroiden, die nach (158) Koronis benannt ist.

## Benennung
(2377) Shcheglov wurde nach dem Astronomen Wladimir Petrowitsch Schtscheglow (1904–1985) benannt, der ab 1941 Direktor des Astronomischen Institutes der ehemaligen Usbekischen Sozialistischen Sowjetrepublik in Taschkent war.